# 安楽県 (北京市)
安楽県（あんらく-けん）は中華人民共和国北京市にかつて設置された県。現在の北京市順義区北西部に位置する。
前漢により設置された。後漢により廃止されたが、三国時代になると魏により再設置された。南北朝時代になると北魏により廃止された。